# Free Nelson Mandela
Singles de The Special AKA
Racist Friend
(1983) What I Like Most About You Is Your Girlfriend
(1984)
Free Nelson Mandela (parfois simplement titrée Nelson Mandela) est une chanson du groupe de ska britannique The Special A.K.A., écrite et composée par Jerry Dammers, le claviériste du groupe. Elle sort en single le 5 mars 1984 et figure sur l'album In the Studio.
La chanson a été écrite en soutien à Nelson Mandela alors emprisonné et dénonce la politique de l'apartheid en Afrique du Sud. Elle est considérée comme une des chansons protestataires les plus influentes, son succès ayant contribué à faire connaître Nelson Mandela et à alerter l'opinion publique sur la situation politique en Afrique du Sud.

## Histoire de la chanson
C'est en assistant à un concert de soutien à Mandela à Londres en juillet 1983 que Jerry Dammers, qui connaît assez peu de choses au sujet du leader sud-africain emprisonné, en apprend davantage sur lui. Il décide d'écrire une chanson sur Mandela qu'il enregistre avec son groupe The Specials, rebaptisé The Special A.K.A. après le départ de plusieurs de ses membres.
Produite par Elvis Costello la chanson sort en single en mars 1984. Elle devient un tube au Royaume-Uni, atteignant la 9e place des charts britanniques, ainsi que dans plusieurs pays (Numéro un en Nouvelle-Zélande notamment).
En Afrique du Sud, Free Nelson Mandela se fait entendre clandestinement, l'ANC la diffuse dans des stades de football, via des haut-parleurs cachés dans la foule.
Nelson Mandela lui-même est au courant de la popularité de la chanson, comme l'indiquent des lignes qu'il a écrites sur un calendrier dans sa cellule.
De nombreux artistes prennent alors ouvertement position contre l'apartheid. Un collectif se créé, Artists United Against Apartheid, qui réalise l'album Sun City en 1985, appelant à un boycott culturel envers l'Afrique du Sud.
Jerry Dammers organise un concert gratuit anti-apartheid à Londres en 1986, Freedom Beat. Deux ans plus tard, il est l'organisateur du Concert hommage des 70 ans de Nelson Mandela qui se tient au stade de Wembley le 11 juin 1988. Diffusé mondialement, avec une audience de 600 millions de personnes, l'événement aurait joué un rôle important dans la libération de Mandela deux ans plus tard,.
En 1988, le groupe de Dammers, sous le nom de The Special A.K.A., a enregistré une nouvelle version de Free Nelson Mandela.
À la mort de Nelson Mandela, en décembre 2013, la version originale s'est brièvement classée dans les charts britanniques.

## Composition du groupe
Version originale (1984)
- Stan Campbell - chant
- Jerry Dammers - clavier
- John Shipley - guitare
- Gary McManus - basse
- John Bradbury - batterie
- Rhoda Dakar - chant
- Dick Cuthell - trompette
- Andy Aderinto - saxophone
- David Heath - flûte
- Paul Speare - tin whistle
- Caron Wheeler, Naomi Thompson, Claudia Fontaine, Molly Jackson, Polly Jackson, Lynval Golding, Elvis Costello, Ranking Roger, Dave Wakeling – chœurs

Version 1988
- Ndonda Khuze – chant
- Jerry Dammers – claviers, programmations
- Rhythm Doctor – scratches
- Jonas Gwangwa – trombone
- Betty Boo Hlelea, Julia Mathunjwa, Pinise Saul – chœurs

## Classements
| Classement (1984)                      | Meilleure position |
| -------------------------------------- | ------------------ |
| Australie (ARIA)                       | 66                 |
| Belgique (Flandre Ultratop 50 Singles) | 8                  |
| Irlande (IRMA)                         | 6                  |
| Nouvelle-Zélande (RMNZ)                | 1                  |
| Pays-Bas (Nederlandse Top 40)          | 9                  |
| Royaume-Uni (UK Singles Chart)         | 9                  |

| Classement (1988)              | Meilleure position |
| ------------------------------ | ------------------ |
| Royaume-Uni (UK Singles Chart) | 93                 |

| Classement (2013)              | Meilleure position |
| ------------------------------ | ------------------ |
| Royaume-Uni (UK Singles Chart) | 96                 |